# نبرد ارومیه (۳۶ پیش از میلاد)
نبرد ارومیه نبردی میان اشکانیان و جمهوری روم در سال ۳۶ پیش از میلاد بود.
 برتری اشکانیان در سواره نظام و نبرد در دشت‌های هموار شمال غرب برای ایرانیان یک مزیت بزرگ برای غلبه بر دشمنان رومی خود بود.
این نبرد با پیروزی قاطع ایران همراه بود.